# Armelle Vardelle
 (mars 2016).
Si vous disposez d'ouvrages ou d'articles de référence ou si vous connaissez des sites web de qualité traitant du thème abordé ici, merci de compléter l'article en donnant les références utiles à sa vérifiabilité et en les liant à la section « Notes et références ».
Armelle Vardelle, née le 20 janvier 1953, est une ingénieure française, chercheuse à l'Institut de Recherche sur les Céramiques (IRCER) UMR 7315, Unité Mixte de Recherche entre le Centre national de la recherche scientifique et l’université de Limoges.

## Biographie
Armelle Vardelle travaille sur les procédés de projection thermique et les procédés utilisant des plasmas thermiques.
Elle est la première femme à être nommée au Hall of Fame de la Société américaine des matériaux.
Elle est professeure à l'école nationale supérieure d'ingénieurs de Limoges (ENSIL) dans le département matériaux qui forme des ingénieurs spécialisés dans le traitement et revêtements de surfaces.
Elle est éditrice en chef du Journal of Thermal Spray Technology distribué par Springer .
Armelle Vardelle obtient une maîtrise de Physique en 1975 et un DEA « Physico-Chimie des matériaux céramiques » en 1976. Elle soutient ensuite sous la direction de P. Fauchais et R. Mac Pherson une thèse intitulée "Contribution à la mesure statistique des vitesses et des températures de surface de particules injectées dans un jet de plasma d'arc" en 1979. Elle obtient en 1987 un Doctorat d’État ès Sciences " Étude numérique des transferts de chaleur, de quantité de mouvement et de masse entre un jet de plasma d'arc à la pression atmosphérique et des particules solides".

## Travaux
Armelle Vardelle est spécialiste de la projection thermique et des plasmas thermiques. Ses travaux portent sur les procédés, leur optimisation et sur les matériaux traités par ces procédés. Elle s’intéresse plus particulièrement à la modélisation de procédés et du fonctionnement de torches plasma à arc non transféré. Elle développe ses travaux dans le cadre de l’écologie industrielle.
Elle a publié plus de 110 articles dans des revues scientifiques à comité de lecture et plus de 140 articles dans des actes de congrès internationaux. Elle a participé à l’écriture de 9 livres et a donné une quarantaine de conférences invitées dans des congrès internationaux et une quinzaine de séminaires dans des universités étrangères.

## Récompenses et distinctions
- 2018: Prix THERMEC’2018  pour sa contribution exceptionnelle dans le domaine des matériaux avancés
- 2015: Nommée au Hall of Fame par “the American Society of Materials” (ASM) pour ses travaux sur la projection thermique. Elle est la première femme à recevoir cette distinction[5].
- 2015 : Fellow International Plasma Chemistry Society
- Prix ANOORA 2013 (Association Nationale des Officiers de Réserve de l’Armée de l’Air)  pour des revêtements anti-usure sur des structures aéronautiques
- 2012: Fellow ASM International[6]

## Articles
- Influence of particle parameters at impact on splat formation and solidification in plasma spraying processes, M. Vardelle, A. Vardelle, A.C Leger, P Fauchais, D. Gobin, (1995) Journal of Thermal Spray Technology, 4 (1), pp. 50-58.
- Heat generation and particle injection in a thermal plasma torch, A. Vardelle, P. Fauchais, B. Dussoubs, N.J Themelis, (1998) Plasma Chemistry and Plasma Processing, 18 (4), pp. 551-574.
- Quo Vadis thermal spraying? Fauchais, P., Vardelle, A., Dussoubs, B, (2001) Journal of Thermal Spray Technology, 10 (1), pp. 44-66
- Knowledge concerning splat formation: An invited review, P. Fauchais, P., M. Fukumoto, A. Vardelle, M. Vardelle,. (2004) Journal of Thermal Spray Technology, 13 (3), pp. 337-360.
- Arc Plasma Torch Modeling, J.P.Trelles, C. Chazelas, A.Vardelle, J.V.R.Heberlein, (2009) Journal of Thermal Spray Technology, 18 (5-6), pp 728-752.
- Innovative and emerging processes in plasma spraying: From micro- to nano-structured coatings, P. Fauchais, A. Vardelle , (2011) Journal of Physics D: Applied Physics, 44(19).
- A perspective on plasma spray technology, A. Vardelle, C. Moreau C, N.J. Themelis, C. Chazelas, (2014) Plasma Chemistry Plasma Processing, 35(3), pp 491-509
- Arc-cathode coupling in the modeling of a conventional DC plasma spray torch M. Alaya, C. Chazelas, G. Mariaux, A. Vardelle,(2014)  Journal of Thermal Spray Technology 2014;24(1-2), pp 3-10.
- Use of a thermal plasma process to recycle silicon kerf loss to solar-grade silicon feedstock, M. de Sousa, A. Vardelle, G. Mariaux, M. Vardelle, U. Michon, V. Beudin,. (2016). Separation and Purification Technology, 161, pp 187-192
- The 2016 Thermal Spray Roadmap , Armelle Vardelle, Christian Moreau, Jun Akedo, Hossein Ashrafizadeh, Christopher C Berndt, Jorg Oberste Berghaus, Maher Boulos, Jeffrey Brogan, Athanasios C Bourtsalas, Ali Dolatabadi, Mitchell Dorfman, Timothy J Eden, Pierre Fauchais, Gary Fisher, Frank Gaertner, Malko Gindrat, Rudolf Henne, Margaret Hyland, Eric Irissou, Bertrand Jodoin, Eric H Jordan, Khiam Aik Khor, Andreas Killinger, Yuk-Chiu Lau, Chang-Jiu Li, Li Li, Jon Longtin, Nicolaie Markocsan, Patrick J Masset, Jiri Matejicek, Georg Mauer, Andre McDonald, Javad Mostaghimi, Sanjay Sampath, Guenter Schiller, Kentaro Shinoda, Mark F Smith, Asif Ansar Syed, Nickolas J Themelis, Filofteia-Laura Toma, Juan Pablo Trelles, Robert Vassen, Petri Vuoristo, Journal of Thermal Spray Technology, 2016, vol 25, pp 1376–1440
- The 2017 Plasma Roadmap: Low temperature plasma science and technology, I Adamovich, Scott D Baalrud, A Bogaerts, PJ Bruggeman, M Cappelli, V Colombo, Uwe Czarnetzki, U Ebert, JG Eden, P Favia, DB Graves, S Hamaguchi, G Hieftje, M Hori, ID Kaganovich, U Kortshagen, MJ Kushner, Nigel J Mason, S Mazouffre, S Mededovic Thagard, HR Metelmann, A Mizuno, E Moreau, AB Murphy, BA Niemira, GS Oehrlein, Z Lj Petrovic, LC Pitchford, YK Pu, S Rauf, Osamu Sakai, S Samukawa, S Starikovskaia, Jonathan Tennyson, K Terashima, MM Turner, MCM Van De Sanden, A Vardelle, Journal of Physics D: Applied Physics, vol 50 (32)